# Carlos Lorenzo de Austria
Carlos Lorenzo (o Laurencio) de Austria (Galapagar, 12 de agosto de 1573- Madrid, 9 de julio de 1575) fue un infante de España del siglo XVI muerto en la infancia.

## Biografía
Fue el segundo de los hijos del matrimonio formado por el rey Felipe II de España y Ana de Austria. Dos años antes de su nacimiento había nacido su hermano Fernando, que viviría hasta 1578. Nació en Galapagar, en medio del viaje de la corte de Madrid al Escorial. Fue bautizado en la iglesia de la Asunción, iglesia mayor de Galapagar, por el Nuncio pontificio, siendo sus padrinos su tía doña Juana y el archiduque Alberto.

Murió sin haber llegado a los dos años de edad. Fue enterrado en el monasterio de El Escorial adonde fue conducido por el obispo de Sigüenza. Se encuentra sepultado en la sexta cámara sepulcral del Panteón de Infantes, en el conocido como mausoleo de párvulos, bajo la inscripción:
LAVRENTIVS, PHILIPPI II FILIVS